# Knob Creek

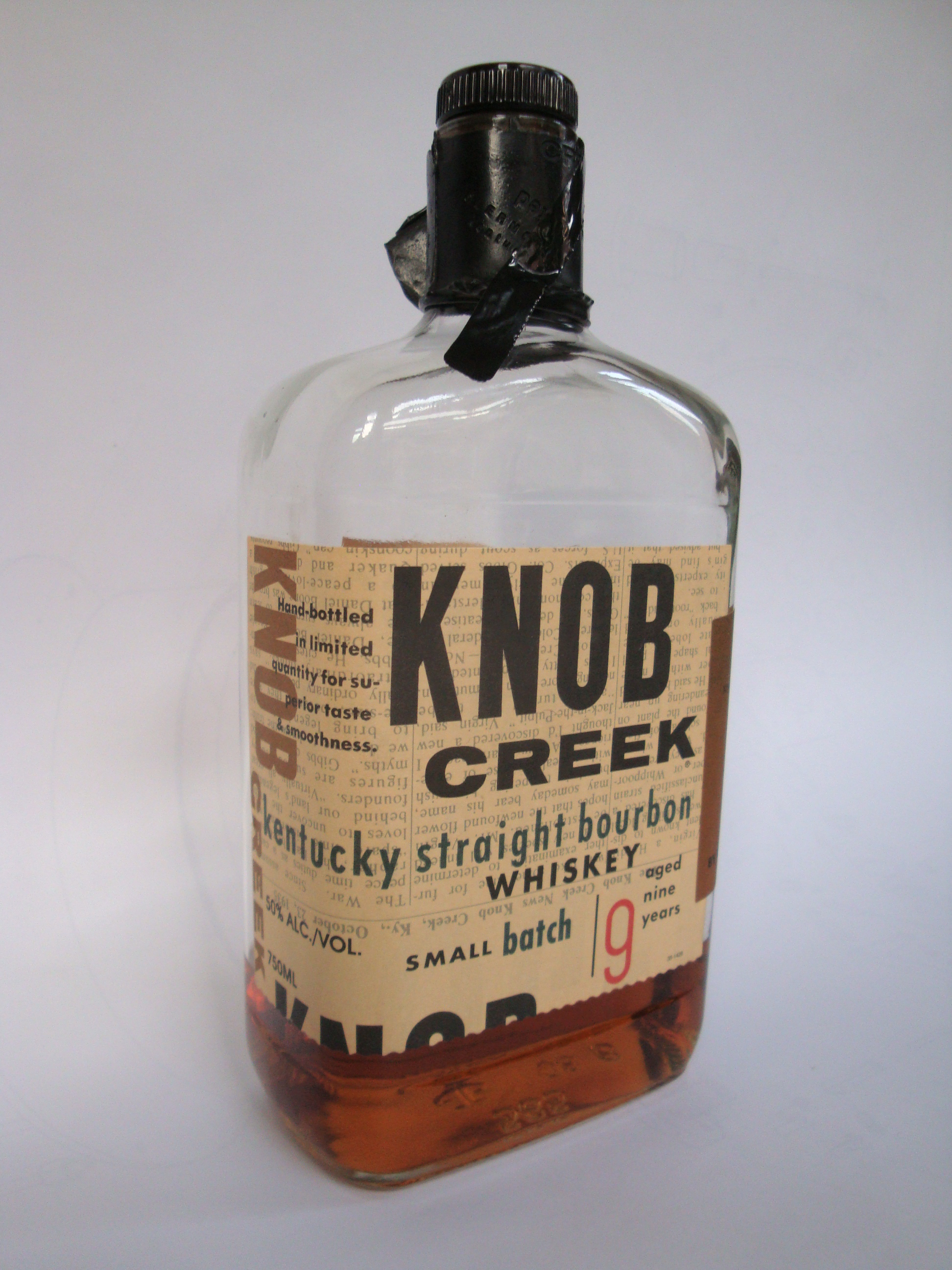
En Knob Creek flaska

Knob Creek är en amerikansk whiskey. Det är en small batch bourbon som tillverkas av Jim Beam Co. Small batch är en kvalitetsklassning av bourbon som Jim Beam har initierat. Den buteljeras med en alkoholhalt på 50 volymprocent, 100 proof, efter att ha lagrats på ekfat i nio år. Både alkoholhalten och lagringstiden är ovanligt hög för en bourbon.
Flaskan har en rektangulär form med korken försluten med svart vax. Etiketten är formgiven för att påminna om det tidningspapper som tidigare användes som skyddspapper av destillerierna vid transport till butik.
Namnet kommer av en flod som rinner i närheten av destilleriet. Det är också den flod vid vilken Abraham Lincoln växte upp.